# Diopatra khargiana
Diopatra khargiana är en ringmaskart som beskrevs av Elise Wesenberg-Lund 1949. Diopatra khargiana ingår i släktet Diopatra och familjen Onuphidae. Inga underarter finns listade i Catalogue of Life.